# Poey-de-Lescar
Poey-de-Lescar is een gemeente in het Franse departement Pyrénées-Atlantiques (regio Nouvelle-Aquitaine). De plaats maakt deel uit van het arrondissement Pau. Poey-de-Lescar telde op 1 januari 2022 1.860 inwoners.

## Geografie
De oppervlakte van Poey-de-Lescar bedroeg op 1 januari 2022 6,74 vierkante kilometer; de bevolkingsdichtheid was toen 276 inwoners per km².

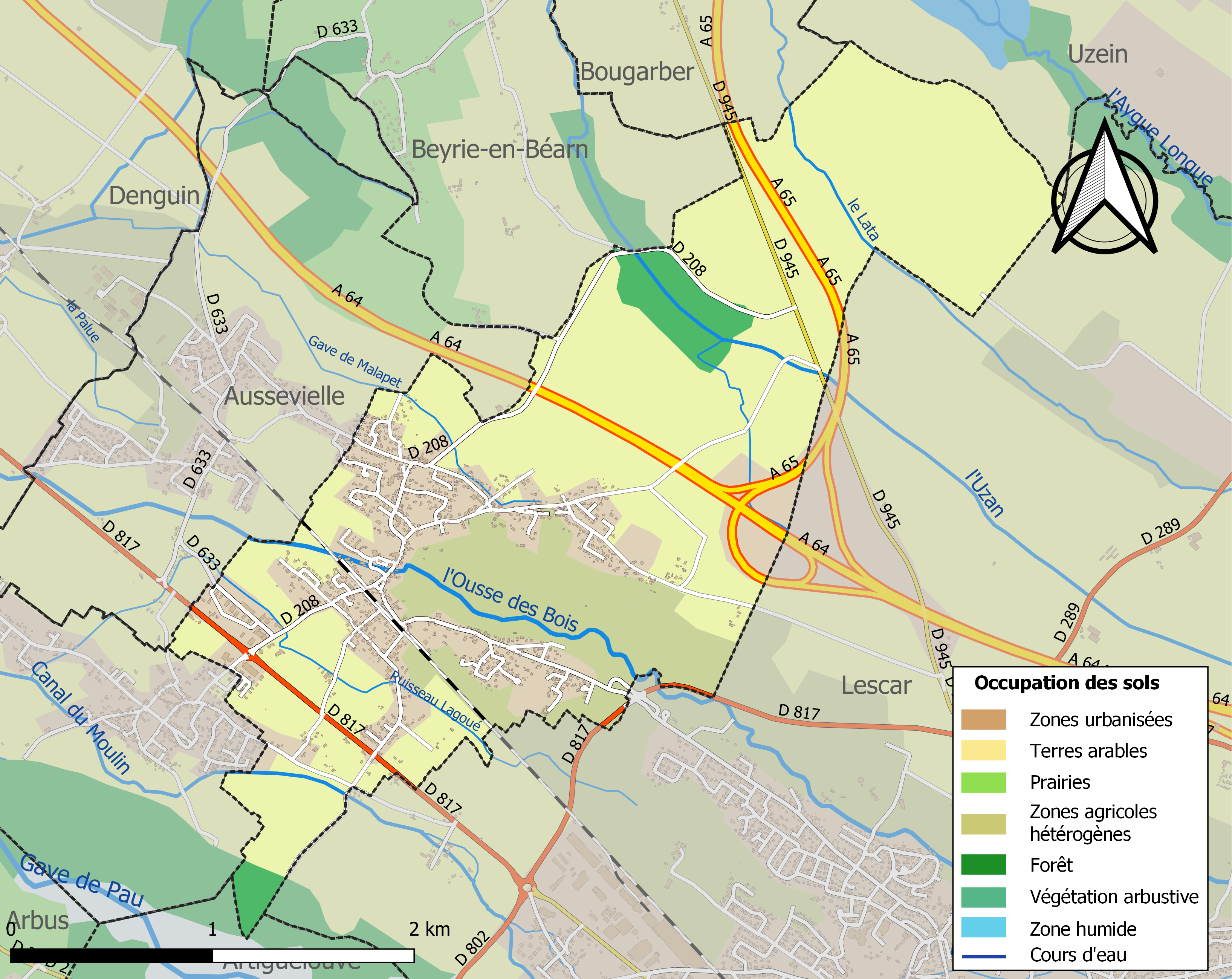
Kaart van de gemeente met belangrijkste infrastructuur, bodemgebruik en omliggende gemeenten

## Demografie
Onderstaande figuur toont het verloop van het inwonertal (bron: INSEE-tellingen).